# Planet Godrej
Planet Godrej es un grupo de 5 rascacielos residenciales ubicados en una parcela de 3.6 ha en Mahalaxmi, Bombay la capital del estado indio de Maharastra. Planet Godrej es una de las torres más altas de la India. Las torres miden 181 m y 51 pisos de altura y tiene alrededor de 300 apartamentos residenciales. Solo el 5% del terreno total se utilizó para construir el edificio que condujo a una gran cantidad de espacio abierto. Fue diseñado por DP Architects de Singapur.